# Conclave de 1342

Brasão papal de Sua Santidade o Papa Clemente VI

O conclave papal ocorrido entre 5 a 7 de maio de 1342 resultou na eleição do cardeal Pierre Roger de Beaumont, O.S.B. como Papa Clemente VI depois da morte do Papa Bento XII. Foi o quarto conclave do Papado de Avinhão.

## Cardeais eleitores
| Criado por             | Cardeais | Por Cento |
| ---------------------- | -------- | --------- |
| Papa Clemente V (CV)   | 01       | 5,26 %    |
| Papa João XXII (JXXII) | 012      | 63,16 %   |
| Papa Bento XII (BXII)  | 06       | 31,58 %   |
| Total                  | 19       | 100 %     |

O Papa Bento XII morreu em 25 de abril de 1342 em Avinhão. No momento de sua morte, havia 19 cardeais vivos, 17 deles participaram do conclave.

### Cardeais presentes
1. Pierre des Près (JXXII)
2. Bertrand du Pouget (JXXII)
3. Jean-Raymond de Comminges (JXXII)
4. Annibaldo di Ceccano (JXXII)
5. Pedro Gomes Barroso (JXXII)
6. Imbert Dupuis (JXXII)
7. Hélie de Talleyrand-Périgord (JXXII)
8. Pierre Bertrand d'Annonay (JXXII)
9. Gozzio Battaglia (BXII)
10. Bertrand de Déaulx (BXII)
11. Pierre Roger de Beaumont, O.S.B. (eleito com o nome Clemente VI) (BXII)
12. Guillaume Court, O.Cist. (BXII)
13. Bernard d’Albi (BXII)
14. Guillaume d'Aure, O.S.B. (BXII)
15. Raymond Guillaume des Farges (CV)
16. Gaillard de la Mothe (JXXII)
17. Giovanni Colonna (JXXII)

Deles, 10 foram criados pelo Papa João XXII, 6 pelo Papa Bento XII e 1 pelo Papa Clemente V. O colégio era composto por 13 franceses, 3 italianos e 1 espanhol.
O posto de Camerlengo da Santa Igreja Romana estava ocupado nesse momento por Gasbert del Valle, arcebispo de Narbonne (não era cardeal) e sobrinho do Papa João XXII.

### Cardeais ausentes
Dos cardeais franceses, ambos elevados ao cardinalato por João XXII, não participaram do conclave:
- Gauscelin de Jean, penitenciário-mor. (JXXII)
- Bertrand de Montfavez (JXXII)

## Eleição do Papa Clemente VI
O conclave iniciou-se em 5 de maio e durou apenas dois dias. Em 7 de maio o cardeal Pierre Roger de Beaumont, ex-chanceler do Reino da França, foi eleito por unanimidade como papa, "por inspiração divina", segundo deram a conhecer os cardeais des Farges e Ceccano. Na sequência de sua eleição, De Beaumont tomou por nome a Clemente VI. Em 19 de maio, o novo papa foi coroado na igreja dos dominicanos de Avinhão pelo protodiácono Raymond Guillaume des Farges.
Pouco depois da morte de Bento XII, o rei Filipe VI da França enviou a Avinhão seu filho mais velho com a tarefa de apoiar a candidatura do cardeal De Beaumont, mas quando chegou, a eleição já havia acabado, com o resultado esperado pelo rei.